# 湊異人館
湊異人館（日语：みなと異人館），是一座位於日本兵库县神户市生田區的異人館。也是目前北野/山本地區所保存的傳統建築一部分。自2012年以來， 希森美康一直是該建築物的承租人，並作為招待所使用。

## 沿革
該建築物於1906年於北野町4丁目建造，最初作為美國商人海格的住宅使用，自1949年起則與舊瓦莎唐斯宅邸作為日本郵船員工宿舍使用。1978年，東翼（舊瓦莎唐斯宅邸）搬遷至香川縣高松市四國村，西翼建築則成為神戶市政府財產。並因應1981年的神戶港島博覽會，搬遷到港島北公園作為「湊異人館」向公眾開放。
對外開放後，湊異人館變成了咖啡廳、休息區及展覽空間，1998年4月起，該建築與目黑雅敘園作為結婚禮堂使用。但因建築物老化因素，於2008年7月20日暫時關閉。
2012年9月，即建築關閉四年後，總部位於神戶的希森美康與神戶市政府簽訂為期10年的租約並對建築物進行了翻新工程，並將其用作招待所使用。通常建築並不對公眾開放，但在2013年12月1日，時隔五年半首次向公眾開放。2014年，該建築物被神戶市政府指定為景觀形成重要建築物。。
目前湊異人館每年僅向公眾開放一次，由於曾受到2019冠狀病毒病日本疫情的影響，在2020年和2021年的開放活動曾被取消，並在2022年6月4日時隔三年首次向公眾開放。

## 建築設計
湊異人館為二層木結構建築，總建築面積約374平方公尺。一樓和二樓的室內裝飾和陳設為統一，以免破壞明治時代西式建築的氛圍。位於二樓的觀景台可遙望明石海峡大桥和神戶港客運碼頭的全景。

## 外部連結
- Sysmex｜ みなと異人館を一般公開 ～神戸の歴史を今に伝える～，存于